# Göhren-Döhlen
Göhren-Döhlen ist ein Ortsteil der Landgemeinde Stadt Auma-Weidatal. Bis 2011 war der Ort eine eigenständige Gemeinde.

## Geographie
Göhren-Döhlen liegt unweit der Weidatalsperre im Thüringer Schiefergebirge. Angrenzende Gemeinden bzw. Orte sind die Stadt Hohenleuben, Steinsdorf und die Stadt Zeulenroda-Triebes.

### Ortsgliederung
Der Ortsteil setzt sich aus den Ortschaften Döhlen und Göhren zusammen.

## Geschichte
Döhlen wurde erstmals im Jahre 1230 als "Doeln" und dann 1356 als "Dolen" urkundlich erwähnt. 1260 nannte man erstmals urkundlich die Döhlenmühle neben der Urpfarrei im Ort. Der Ortsname wird vom slawischen "Doljane" (Talbewohner) abgeleitet. Göhren wird in den Urkunden erstmals 1324 als "Goren" und 1451 als "Goerynn" erwähnt, abgeleitet vom slawischen "Gorjane" (Bergbewohner).
Bis zum 3. Januar 1996 war Göhren-Döhlen ein Mitglied der Verwaltungsgemeinschaft Weidatal, danach gehörte die Gemeinde zur Verwaltungsgemeinschaft Auma-Weidatal. Am 1. Dezember 2011 schlossen sich die Stadt Auma und die Gemeinden Braunsdorf, Göhren-Döhlen, Staitz und Wiebelsdorf zur Landgemeinde Stadt Auma-Weidatal zusammen.

### Einwohnerentwicklung
Entwicklung der Einwohnerzahl (Stand jeweils 31. Dezember):
| - 1994: 112 - 1995: 121 - 1996: 134 - 1997: 143 - 1998: 146 - 1999: 156 | - 2000: 161 - 2001: 162 - 2002: 159 - 2003: 144 - 2004: 143 - 2005: 136 | - 2006: 130 - 2007: 142 - 2008: 143 - 2009: 136 - 2010: 143 |

 Datenquelle: Thüringer Landesamt für Statistik